# 駱日升
骆日升（1563年—1621年），字启新，号台晋，福建省惠安县张坂镇埕边村人。明朝政治人物。

## 生平
骆日升生于明嘉靖四十二年（1563年）十月十九日。
万历十九年（1591年），骆日升中第七名举人。万历二十三年（1595年）中乙未科會試第三名，二甲第六名进士。禮部觀政，本年六月授南京礼部儀制司主事，二十六年升郎中，二十七年升江西佥事，二十八年調任廣西提學，三十一年升广东右参议兼佥事，管盐屯水利道，三十三年十月升江西提學副使，三十五年京察以原官调簡。
万历三十四年（1606年），骆日升因父亲病重辞官返乡。万历四十六年（1618年），骆日升母亲去世，丁憂守制。之后，万历四十七年，骆日升起復任四川下川南道按察司副使。天启元年（1621年）九月十七日，四川土司奢安之亂，殺四川巡撫徐可求，骆日升亦被害，年五十九。二年赠光禄寺卿
骆日升死后葬于惠安县洛阳镇涂厝仔村，后人修有《骆光禄文集》6卷本和《骆台晋先生文集》8卷本。

## 家族
曾祖骆邦辅。祖父骆伯坚。父骆廷炜（1531年－1606年），字道章，号东乔，曾任潜山训导、歙县教諭、福建邵武府府学教授、安南衛學教授，以子貴封南京主客司署郎中事主事、广西提刑按察司、提督学政佥事等职。前母陈氏。母郭氏。外祖父郭廉夫，惠安名流。娶莊氏，子奎曙、壁曙。